# Dasychira platyptera
Dasychira platyptera är en fjärilsart som beskrevs av Paul Mabille 1885. Dasychira platyptera ingår i släktet Dasychira och familjen tofsspinnare. Inga underarter finns listade i Catalogue of Life.